# Sol29
Sol29 is het debuutalbum van de Italiaanse band Nosound. Ten tijde van dit album was er sprake van een eenmansband. Giancarlo Erra bespeelde alle instrumenten op het album; alleen bijgestaan door bassist Alessandro Luci op nummers 2, 4 en 6. Bedankjes richting zijn grote voorbeelden Steven Wilson van Porcupine Tree en Tim Bowness van no-man; de laatste band heeft de grootste invloed op de muziek van Nosound.

## Composities
Alle muziek en teksten zijn geschreven door Giancarlo Erra. 
| 1.                 | In the White Air          | 6:57  |
| 2.                 | Wearing Lies on Your Lips | 4:20  |
| 3.                 | The Child's Game          | 2:49  |
| 4.                 | The Moment She Knew       | 9:40  |
| 5.                 | Waves of Time             | 2:10  |
| 6.                 | Overloaded                | 6:17  |
| 7.                 | The Broken Parts          | 6:29  |
| 8.                 | Idle End                  | 9:48  |
| 9.                 | Hope For the Future       | 5:58  |
| 10.                | Sol29                     | 10:01 |
| Totale duur: 64:08 |                           |       |